# Geodia ramosa
Geodia ramosa är en svampdjursart som först beskrevs av Topsent 1928.  Geodia ramosa ingår i släktet Geodia och familjen Geodiidae. Inga underarter finns listade i Catalogue of Life.